# Angle mort (film, 2017)
Pour les articles homonymes, voir Angle mort (homonymie) et Angle (homonymie).
Vous pouvez aider à l'améliorer ou bien discuter des problèmes sur sa page de discussion.
- Il ne cite pas suffisamment ses sources. Vous pouvez indiquer les passages à sourcer avec {{référence nécessaire}} ou {{Référence souhaitée}}, et inclure les références utiles en les liant aux notes de bas de page. (Marqué depuis avril 2024)
- Certaines informations devraient être mieux reliées aux sources mentionnées dans la bibliographie ou les liens externes. Améliorez sa vérifiabilité en les associant par des références. (Marqué depuis avril 2024)

- Archive Wikiwix
- Bing
- Cairn
- DuckDuckGo
- E. Universalis
- Gallica
- Google
- G. Books
- G. News
- G. Scholar
- Persée
- Qwant
- (zh) Baidu
- (ru) Yandex
- (wd) trouver des œuvres sur Wikidata

Pour plus de détails, voir Fiche technique et Distribution.
Angle mort (en néerlandais : Dode Hoek) est un thriller réalisé par Nabil Ben Yadir sorti le 25 janvier 2017 en Belgique.

## Synopsis
Jan Vorbeek, commissaire de la brigade des stups à Anvers annonce sa démission afin de rejoindre le VPV, parti politique d'extrême droite. Pour sa dernière enquête, il fait une descente dans un laboratoire clandestin à Charleroi où une série d'événements font remonter de vieux souvenirs.

## Fiche technique
- Titre original : Dode Hoek
- Titre francophone : Angle mort
- Réalisateur : Nabil Ben Yadir
- Scénario : Nabil Ben Yadir, Laurent Brandenbourger et Michel Sabbe
- Photographie : Robrecht Heyvaert
- Musique :
- Sociétés de production : Entre Chien et Loup
- Société de distribution :
- Pays de production :  Belgique
- Lieu de tournage :  Belgique
- Langue originale : néerlandais
- Genre : Thriller, polar
- Durée : 105 minutes
- Budget :
- Dates de sortie : 
  - Belgique : 25 janvier 2017

## Distribution
- Peter Van Den Begin (VF : Patrick Béthune) : Jan Vorbeek
- Soufiane Chilah (VFB : Ilyas Mettioui) : Dries Ben Haïfa
- Ruth Becquart (VFB : France Bastoen) : la commissaire Leen
- David Murgia : Axel
- Jan Decleir (VFB : Patrick Descamps) : le président Voorzitter
- Jurgen Delnaet : Johan
- Bert Haelvoet (VFB : Thierry Janssen) : Ruud
- Gaël Maleux : Manu
- Mathijs Scheepers (VFB : Simon Duprez) : Ruben
- Tibo Vandenborre (VFB : Jean-Michel Vovk) : Ozgür